# Lampeia (geslacht)
Lampeia is een geslacht van tweekleppigen uit de  familie van de Thraciidae.

## Soorten
- Lampeia adamsi (MacGinitie, 1959)
- Lampeia posteroresecta Kamenev & Nadtochy, 1998
- Lampeia triangula Kamenev & Nadtochy, 1998